# This Left Feels Right
This Left Feels Right ist ein Kompilationsalbum aus dem Jahre 2003 von Bon Jovi mit alternativen Varianten früherer Hits der Band. Dabei wurden die meisten Lieder, die im Original schnellere Hard-Rock-Songs sind, in langsamere Balladen umgestaltet.

## Hintergrund
Während der Tour zum Vorgängeralbum Bounce hatten Bon Jovi in Japan einen Auftritt, bei dem sie nur akustische Versionen eigener Lieder und einiger Coverversionen gespielt haben. Dieser Auftritt wurde aufgezeichnet und es stand zur Diskussion, ihn als Live-Akustik-Album zu veröffentlichen. Allerdings war die Band mit dem Resultat nicht zufrieden und hat sich daher entschieden, einen experimentelleren Weg einzuschlagen, sodass im Studio vollkommen neue Versionen aufgenommen wurden.
Als Titel des Albums hatte Jon Bon Jovi zuerst At The Steps of Graceland im Sinn, aber als irgendjemand sagte „this left feels right“, was so viel wie „dies ist unkonventionell, aber fühlt sich richtig an“ bedeutet, stand der Albumtitel fest.
Es wurden zwei neue Lieder für das Album geschrieben, die aber beide nicht mit dem Album veröffentlicht wurden: Last Man Standing und Thief of Hearts. Allerdings wurden beide Lieder ein Jahr später im Boxset 100,000,000 Bon Jovi Fans Can’t Be Wrong veröffentlicht. Last Man Standing wurde in einer weiteren Version außerdem auf Have a Nice Day veröffentlicht.

## Musikalischer Inhalt
Das Album beinhaltet die erfolgreichsten Hits der Band, allerdings sind es allesamt neue Versionen. Auch der Bonus-Track The Distance ist, obwohl es eine Live-Aufnahme ist, eine akustische Variante. Viele Lieder, die in der ursprünglichen Variante härtere Rock-Nummern sind, wurden zu langsameren, akustischen Alternativen. Auch wenn die Band sich vom Unplugged-Auftritt von Jon Bon Jovi und Richie Sambora bei den VMAs 1989 hat inspirieren lassen, sind die meisten Lieder nicht „unplugged“, denn die Band wollte mehr bieten, als das, was sie schon knapp 15 Jahre zuvor gemacht hatte.
Für die musikalische Abwechslung hat sich Richie Sambora besonders von Jimmy Page von Led Zeppelin, Jon Bon Jovi von Tom Waits beeinflussen lassen.

## Titelliste
1. Wanted Dead or Alive (Jon Bon Jovi, Richie Sambora) – 3:43 (Album: Slippery When Wet, 1986)
2. Livin’ on a Prayer (Jon Bon Jovi, Richie Sambora, Desmond Child) – 3:41 (Album: Slippery When Wet, 1986)
3. Bad Medicine (Jon Bon Jovi, Richie Sambora, Desmond Child) – 4:27 (Album: New Jersey, 1988)
4. It’s My Life (Jon Bon Jovi, Richie Sambora, Max Martin) – 3:42 (Album: Crush, 2000)
5. Lay Your Hands on Me (Jon Bon Jovi, Richie Sambora) – 4:27 (Album: New Jersey, 1988)
6. You Give Love a Bad Name (Jon Bon Jovi, Richie Sambora, Desmond Child) – 3:29 (Album: Slippery When Wet, 1986)
7. Bed of Roses (Jon Bon Jovi) – 5:38 (Album: Keep the Faith, 1992)
8. Everyday (Jon Bon Jovi, Richie Sambora, Andreas Carlsson) – 3:45 (Album: Bounce, 2002)
9. Born to Be My Baby (Jon Bon Jovi, Richie Sambora, Desmond Child) – 5:27 (Album: New Jersey, 1988)
10. Keep the Faith (Jon Bon Jovi, Richie Sambora, Desmond Child) – 4:12 (Album: Slippery When Wet, 1986)
11. I’ll Be There for You (Jon Bon Jovi, Richie Sambora) – 4:21 (Album: New Jersey, 1988)
12. Always (Jon Bon Jovi) – 4:18 (Album: Cross Road, 1994)
13. The Distance (Live) (Jon Bon Jovi, Richie Sambora, Desmond Child) – 5:55 (Album: Bounce, 2002)

## Informationen zu einzelnen Liedern
Mit Livin’ on a Prayer veröffentlicht Bon Jovi das erste Duett mit einem anderen Künstler. Olivia d’Abo singt den weiblichen Teil des Liedes. Auf den nächsten Veröffentlichungen gibt es daraufhin weitere Duette: Who Says You Can't Go Home wird 2006 als Duett mit Jennifer Nettles von der Band Sugarland veröffentlicht, das ein Country-Hit in den USA wird, und Till We Ain't Strangers Anymore, wurde 2007 mit LeAnn Rimes aufgenommen.
Während Bon Jovi bei Live-Auftritten die meisten ihrer Lieder nicht in der This Left Feels Right-Version gespielt haben, setzte sich die Variante von Bed of Roses für einige Zeit, bis zur Lost-Highway-Tour 2007, auch live durch. Danach wurde Bed of Roses wieder häufiger in der ursprünglichen Version gespielt.
Beim MTV-Unplugged-Auftritt von Bon Jovi aus dem Jahr 2007 hat die Band auch You Give Love a Bad Name in der This Left Feels Right-Variante dargeboten, wenn auch weniger experimentell, als auf dem Album. Außerdem spielten sie es als Medley mit Hit the Road Jack.

## Rezeption

### Chartplatzierungen
| ChartsChartplatzierungen       | Höchstplatzierung | Wochen |
| ------------------------------ | ----------------- | ------ |
| Deutschland (GfK)              | 3 (20 Wo.)        | 20     |
| Österreich (Ö3)                | 2 (20 Wo.)        | 20     |
| Schweiz (IFPI)                 | 3 (20 Wo.)        | 20     |
| Vereinigte Staaten (Billboard) | 14 (12 Wo.)       | 12     |
| Vereinigtes Königreich (OCC)   | 4 (11 Wo.)        | 11     |

| ChartsJahrescharts (2003)    | Platzierung |
| ---------------------------- | ----------- |
| Österreich (Ö3)              | 30          |
| Schweiz (IFPI)               | 44          |
| Vereinigtes Königreich (OCC) | 77          |

| ChartsJahrescharts (2004) | Platzierung |
| ------------------------- | ----------- |
| Österreich (Ö3)           | 32          |

### Auszeichnungen für Musikverkäufe
| Land/Region                  | Auszeichnungen für Musikverkäufe (Land/Region, Auszeichnung, Verkäufe) | Verkäufe  |
| ---------------------------- | ---------------------------------------------------------------------- | --------- |
| Dänemark (IFPI)              | Gold                                                                   | 10.000    |
| Deutschland (BVMI)           | Platin                                                                 | 200.000   |
| Japan (RIAJ)                 | Gold                                                                   | 100.000   |
| Kanada (MC)                  | Gold                                                                   | 50.000    |
| Österreich (IFPI)            | Gold                                                                   | 20.000    |
| Schweiz (IFPI)               | Gold                                                                   | 20.000    |
| Spanien (Promusicae)         | Gold                                                                   | 50.000    |
| Vereinigte Staaten (RIAA)    | Gold                                                                   | 500.000   |
| Vereinigtes Königreich (BPI) | Platin                                                                 | 300.000   |
| Insgesamt                    | 7× Gold · 2× Platin ·                                                  | 1.250.000 |

Hauptartikel: Bon Jovi/Auszeichnungen für Musikverkäufe